# Chondrodactylus bibronii
Chondrodactylus bibronii är en ödleart som beskrevs av  Smith 1846. Chondrodactylus bibronii ingår i släktet Chondrodactylus och familjen geckoödlor. Inga underarter finns listade i Catalogue of Life.